# Parti démocrate allemand
 (février 2018).
Si vous disposez d'ouvrages ou d'articles de référence ou si vous connaissez des sites web de qualité traitant du thème abordé ici, merci de compléter l'article en donnant les références utiles à sa vérifiabilité et en les liant à la section « Notes et références ».

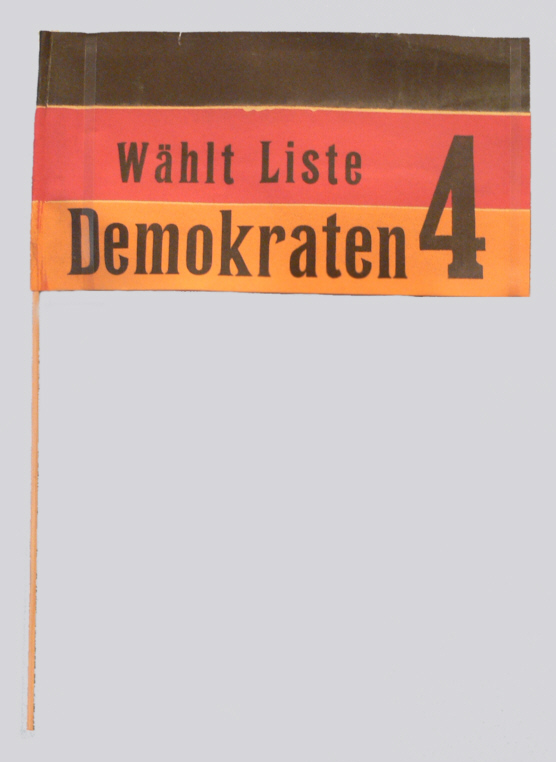
Fanion électoral du DDP de 1929.

Le Parti démocrate allemand (en allemand : Deutsche Demokratische Partei, abrégé en DDP), connu sous le nom de Parti allemand d'État (en allemand : Deutsche Staatspartei, abrégé en DStP) après 1930, est un parti politique libéral de la république de Weimar, de 1919 à 1933.

## Histoire
Le programme du DDP était une synthèse des courants de pensée libéral, national et social. Ses sympathisants et membres étaient issus des rangs de l'élite intellectuelle (professeurs, professions libérales). Le parti était proche du Parti radical-socialiste français, et décrit comme « libéral de gauche », principalement par opposition au DVP, nettement plus à droite.
Parmi les membres les plus célèbres du DDP, on trouve Friedrich Meinecke, Ernst Troeltsch, Hugo Preuß, Walther Rathenau, Georg Bernhard, Theodor Wolff, Theodor Heuss, Albert Einstein, Thomas Mann, le prix Nobel de la Paix Ludwig Quidde ou le sociologue Max Weber.
Ardent défenseur de la république de Weimar, le DDP forma avec le SPD et le Zentrum la Coalition de Weimar. Sa position médiane entre ses deux alliés contribua largement à stabiliser cette coalition. De plus, le DDP comptait dans ses rangs des personnes qualifiées et fidèles à la république de Weimar. Il en est ainsi devenu le principal fournisseur de hauts fonctionnaires.
Mais dès 1920, le DDP commença à perdre des voix, notamment en faveur du DVP et du DNVP. Contrairement à ses rivaux, le DDP n'a jamais été en mesure de publier un grand journal du parti. Il a acquis la fausse réputation d'être le parti du grand capital. Plus tard, le NSDAP profita de cette image en le désignant comme le « parti des juifs ».
À la suite de la fusion, en 1930, du DDP avec le Volksnationale Reichsvereinigung (de), qui lui valut de perdre l'aile gauche du parti, son nom devint Deutsche Staatspartei (Parti de l'État Allemand, DStP).
Aux élections de 1932, le DStP atteint le score insignifiant d'environ un pour cent. Les cinq députés du parti votèrent pour les pleins pouvoirs d'Hitler, espérant ainsi contribuer à canaliser la dictature national-socialiste.
Le DStP fut forcé à la dissolution le 28 juin 1933 par les nazis.
Un nombre significatif d'anciens membres du DDP contribuèrent après la Seconde Guerre mondiale à la création du FDP, d'autres rejoignirent le CDU, le SPD, plus rarement le KPD.

## Résultats électoraux auReichstag
| Année   | Voix      | %    | Sièges   |
| ------- | --------- | ---- | -------- |
| 1919    | 5 641 825 | 18,6 | 75 / 423 |
| 1920    | 2 333 741 | 8,3  | 39 / 459 |
| 05/1924 | 1 655 129 | 5,7  | 28 / 472 |
| 12/1924 | 1 919 829 | 6,3  | 32 / 493 |
| 1928    | 1 479 374 | 4,8  | 25 / 491 |
| 1930    | 1 322 034 | 3,8  | 20 / 577 |
| 07/1932 | 371 800   | 1,0  | 4 / 608  |
| 11/1932 | 336 447   | 1,0  | 2 / 584  |
| 03/1933 | 334 242   | 0,9  | 5 / 647  |